# Thomas Wagner (Journalist)
Thomas Wagner (* 14. November 1955 in Mannheim) ist ein deutscher Journalist und Hochschullehrer.

## Leben und Werk
Nach dem Abitur am Hebel-Gymnasium in Schwetzingen 1975 und dem Zivildienst als Pfleger im Krankenhaus 1978 studierte Wagner ab 1979 Germanistik und Philosophie in Heidelberg und 1980/81 in Brighton. Von 1979 bis 1990 arbeitete er als Kunst- und Literatur- und Filmkritiker unter anderem für die Heidelberger Wochenzeitung Communale und von 1985 an regelmäßig für die Zeitschrift Das Kunstwerk. Seit 1986 schrieb er – zunächst als freier Mitarbeiter – für die Frankfurter Allgemeine Zeitung mit dem Schwerpunkt Literatur- und Kunstkritik. Im Januar 1991 wurde er Redakteur im Feuilleton für das Ressort Bildende Kunst, das er von 1992 bis 2007, zusammen mit dem Bereich  Design leitete und – neben Eduard Beaucamp – für Besprechungen zeitgenössischer Kunst zuständig war. Seit 2008 ist er freier Journalist; er schreibt regelmäßig für das Kunstmagazin Art.
Von 1995 bis 1997 war Wagner Gastprofessor für Kunstwissenschaft an der Akademie der Bildenden Künste Nürnberg. 1998 übernahm er eine Vertretungsprofessur für Kunstgeschichte an der Akademie der Bildenden Künste München. Seit 1999 ist er Honorarprofessor in Nürnberg. 2002 war er Gründungs-Vorstandsmitglied der Deutschen Gesellschaft für Designtheorie und -forschung (DGTF).
2006 veröffentlichte er unter dem Titel Freihändig – Wahrnehmungen der Kunst einen Band mit ausgewählten Texten zu Künstlern und Ausstellungen. Sein 2007 erschienenes Buch Licht im Schacht von Babel versammelt seine Aufsätze zu Großausstellungen wie der Kasseler documenta 12 und den Biennalen von Venedig.

## Schriften
- Verlorener Überblick – Überlegungen zur gegenwärtigen Rolle der Kunstkritik (= Schriftenreihe der Staatlichen Hochschule für Gestaltung Karlsruhe. Bd. 8). In: Die Frage nach dem Kunstwerk unter den heutigen Bildern, hrsg. von Hans Belting und Siegfried Gohr, Cantz, Ostfildern-Ruit 1996.
- Freihändig. Wahrnehmungen der Kunst, mit Fotos von Barbara Klemm, Hatje Cantz, Ostfildern 2006, ISBN 978-3-7757-1832-5.
- Licht im Schacht von Babel. Merve, Berlin 2007, ISBN 978-3-88396-232-0.